# ロンドン・コレクション

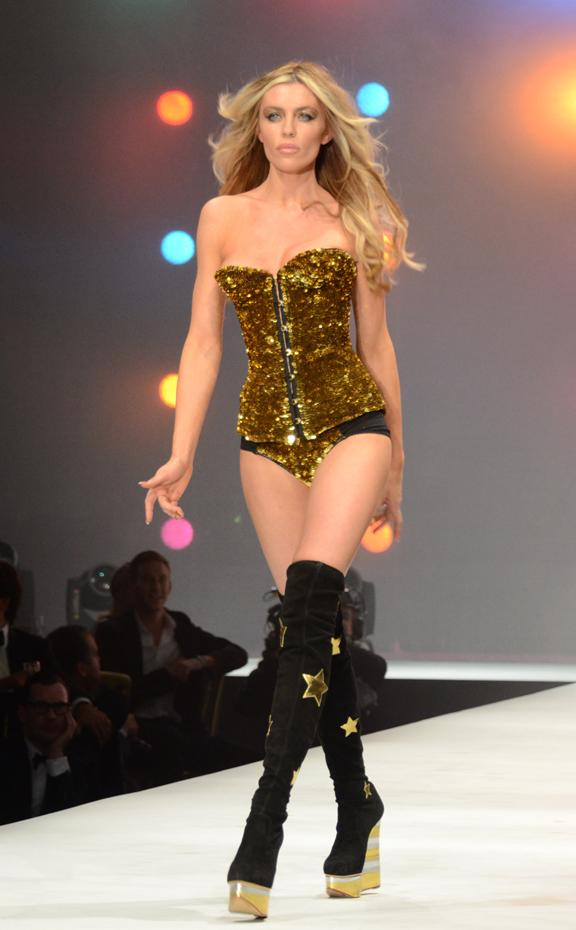
ロンドン・コレクション2012年

ロンドンファッションウィーク (London Fashion Week) は、イギリスのロンドン、シティ・オブ・ウェストミンスターの展示場180 The Strand や、サマセット・ハウスなどで開催されているプレタポルテのコレクションである。主催は英国ファッション評議会。

## 概要
ロンドンは1960年代のモッズやミニ、1970年代のパンクの地である。そのため、若者のストリートファッションとの関連が深い。1980年代に始まったデザイナーのコレクションは一時、集客力を失ったが、1990年代に入って再び注目され始めた。
パリ・コレクションのWikipediaフランス語版記事では、英米アングロサクソンのメディアは、ニューヨーク、ロンドン、ミラノ、パリの4都市をファッション・ウィークの"ビッグ4"と称していると（多少の皮肉を込めて）引用している。